# Amor secreto (telenovela)
Amor secreto (en inglés: Secret Love) es una telenovela realizada y transmitida por la cadena Venevisión en 2015. Es una adaptación de César Sierra de la telenovela venezolana «Inés Duarte, secretaria». Es distribuida internacionalmente por Cisneros Media.
Protagonizada por Miguel de León y Alejandra Sandoval , y con las participaciones antagónicas de Alexandra Braun, Juan Carlos García y Caterina Valentino. 
Las grabaciones se iniciaron el 1 de agosto de 2014, y finalizaron el 30 de julio de 2015. Su estreno fue el 15 de junio del 2015 y finalizó el 15 de febrero de 2016.
La telenovela es retransmitida  a las 10:00 p. m. desde el 10 de septiembre de 2019.

## Sinopsis
Irene (Alejandra Sandoval) es la secretaria perfecta, un sueño hecho realidad para cualquier ejecutivo: inteligente, eficiente, y absolutamente fiable. Pero a pesar de sus impresionantes habilidades, ella es una mujer joven introvertida con una baja autoestima, lo que le lleva a creer que no es atractiva para los hombres. Esta inseguridad personal le ha hecho centrarse intensamente en su trabajo, impulsado por un fuerte deseo de alcanzar el éxito profesional.   
Conforme pasa el tiempo, y casi sin darse cuenta, Irene se enamora de su jefe, Leonardo Ferrandiz (Miguel de León), un viudo millonario que está criando a sus cinco hijos por su cuenta y es demasiado ocupado para darse cuenta los sentimientos de su secretaria.
Amor secreto de Irene, y su profundo sentido de la responsabilidad, se obligaría a hacer muchas cosas y a aguantar a muchos otros para que Leonardo sea feliz... Como, por ejemplo, hacer el papel de madre sustituta para sus hijos y resolver un sinnúmero de problemas, no solo en la oficina sino también en la mansión Ferrandiz.   
Con su lealtad y dedicación, Irene ganará gradualmente la admiración de su jefe, así como el respeto y el afecto de sus hijos. Y en el proceso, sus experiencias le ayudarán a convertirse en una mujer diferente, más segura y asertiva, capaz de ganar el amor de Leonardo.

## Elenco
- Miguel de León - Leonardo Ferrándiz Aristizábal[13]
- Alejandra Sandoval - Irene Gutiérrez Vielma[14]
- Juan Carlos García - Rodrigo Basáñez
- Alexandra Braun - Alejandra Altamirano[15]

Con Las Actuaciones Protagonicas de
- Jerónimo Gil - Edgar Ventura
- Karina Velásquez - Virginia Gutiérrez Vielma
- Rosmeri Marval - María Lucía Gutiérrez Vielma[16]
- Antonio Delli - Carlos Ernesto Ferrándiz Aristizábal[17]
- Nathalia Martínez - Agustina Villegas

Con La Actuacion Especial de
- Caterina Valentino - Rebeca Villegas de Ferrándiz

Con Las Primeras Actrices
- Rosario Prieto - Coromoto
- Mayra Africano - Gloria Viloria
- Virginia Urdaneta - Madre de Juan Pablo
- Carmen Julia Álvarez - Trinidad Vielma Vda. de Gutiérrez
- Yahaira Orta - Jimena Aristizábal Vda. de Ferrándiz

Con Los Primeros Actores
- Juan Carlos Gardié - Jacinto Anzola
- Julio Alcázar - Adolfo Casares
- Edgard Serrano - Dr. de Trinidad

Con Las Actuaciones Estelares de
- Verónica Ortíz - Zulay Martínez
- Rosanna Zanetti - Altaír Otero de Finol
- Claudio de la Torre - Felipe Rincón[18]
- Orlando Delgado - Leonardo "Leo" Ferrándiz Villegas
- Luis Mayer - Julio Ferrándiz Villegas
- Alejandro Díaz Iacocca - Fernando
- Ornella de la Rosa - Sandra Martínez
- Hecham Aljad - Jorge "Jorgito"
- Maribel Bottoni - Oriana
- Nelson Farías - Lucas Ferrándiz Villegas
- Isabella Meserón - Rebeca "Keka" Ferrándiz Villegas
- Jhonny Texier - Miguel Ferrándiz Villegas
- José Vieira - Julián
- Catherina Cardozo - Úrsula Casanova
- Magaly Serrano - Ramona Fuentes "La traga venao"
- Geraldine Ascanio - Maruja
- Francis Romero - Chía
- Anthony Lo Russo - Tony Armas
- Donny Muratti - Ricardo Castillo
- Diana Díaz - Carlota
- Gioia Arismendi - Paula Guerrero

Con Los Niños
- José Vicente Pinto - Juan Pablo Finol
- Mandi Meza - Maribel Cruz

## Producción
- La actriz Christina Dieckmann fue seleccionada y obtuvo el papel de Rebeca Villegas de Ferrándiz, una de las villanas de la historia, realizó pruebas de vestuario y fotos oficiales. Un día antes del inicio de las grabaciones la actriz rechazó su papel por un problema personal, después de lo sucedido iniciaron la búsqueda de una sustituta, ya que el personaje aparece a mitad de la historia, la presentadora Caterina Valentino resultó elegida para interpretar a la esposa del protagonista y a su vez, debuta como actriz de telenovelas.[19][20]

- Sería la primera novela en formato HD de Venevisión que se estrenaría por el mismo canal, debido a que Los secretos de Lucía tuvo que pasar a ser transmitida por Venevisión Plus.